# 시아르나크

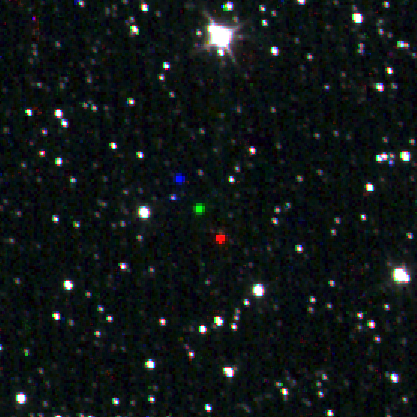

시아르나크(Siarnaq, 토성 XXIX)는 토성의 불규칙 위성이다. 지름은 약 40Km이고 불규칙 위성중 7번째로 크다. 2000년에 발견했고 이누이트 군에 속한다. 현재 이누이트군에서 가장 큰 위성이다. 궤도 경사는 약 45°이고 공전주기는 약 884일이다.